# Arīs Raftopoulos
Arīs Raftopoulos (in greco Άρης Ραφτόπουλος?; Port Tewfik, 1951 – 5 giugno 2018) è stato un cestista e allenatore di pallacanestro greco.

## Carriera
Con la Grecia ha disputato due edizioni dei Campionati europei (1973, 1975).